# Alter evangelischer Friedhof (Burg an der Wupper)

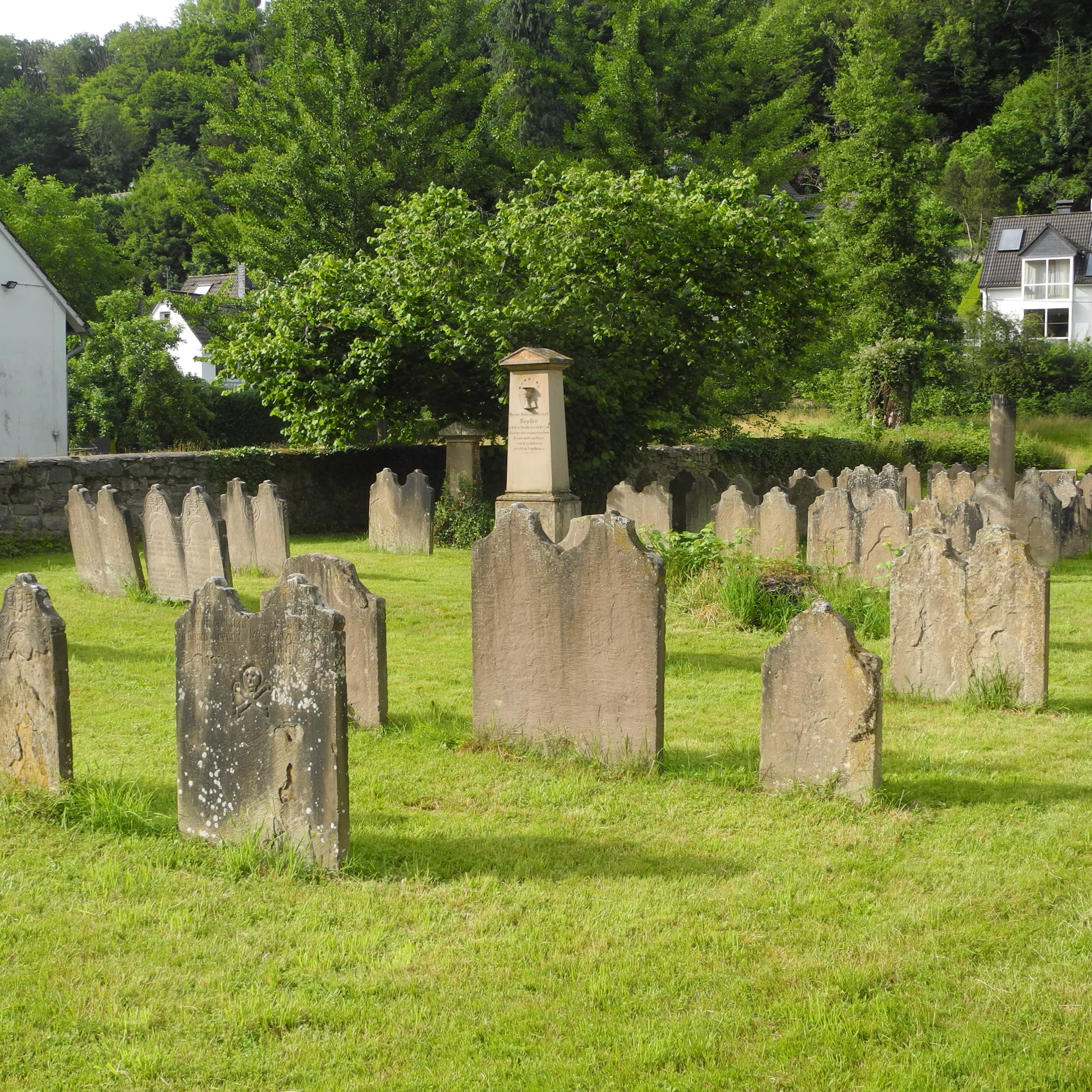
Alter evangelischer Friedhof Burg

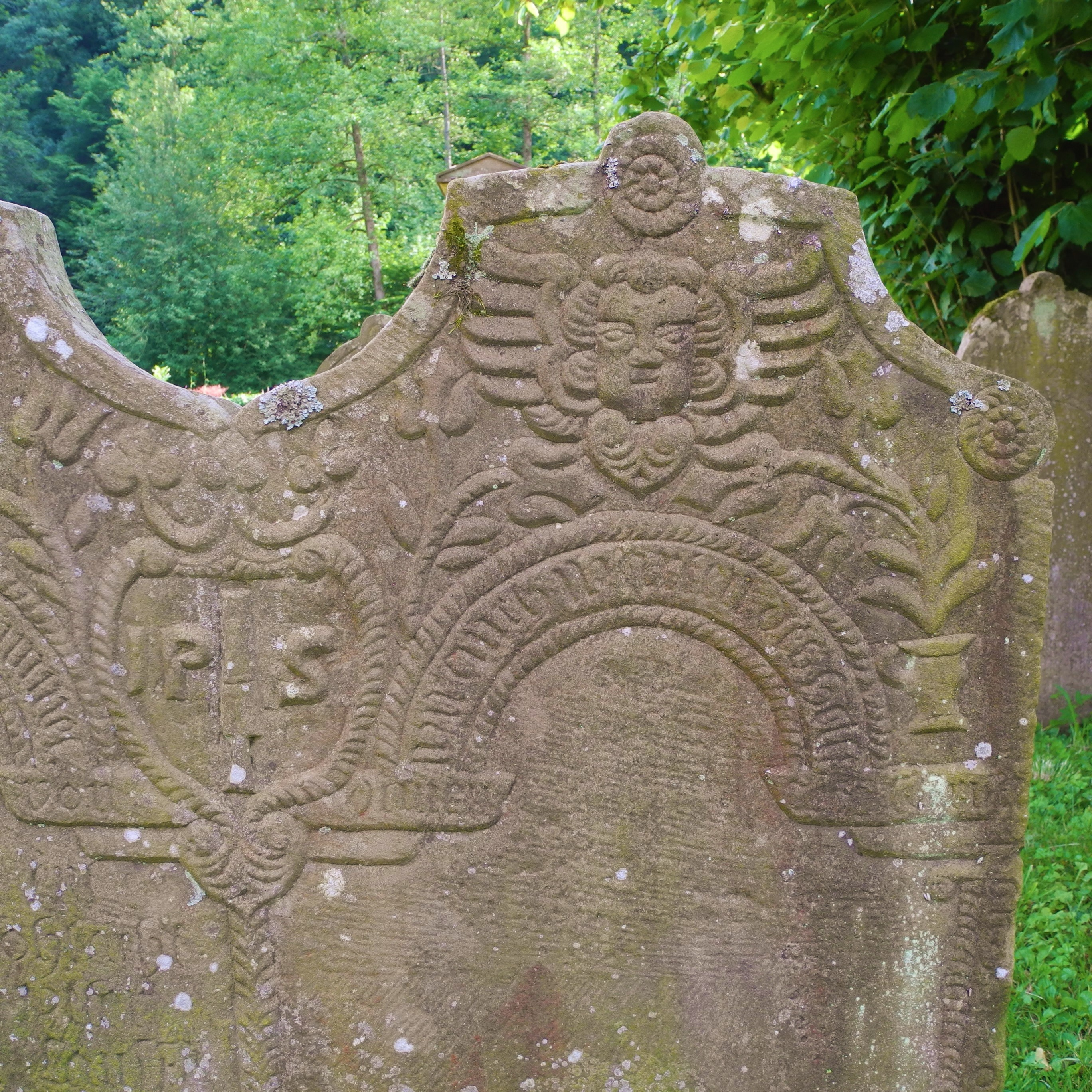
Detail eines Grabmals mit Engelskopfmotiv

Der alte evangelische Friedhof befindet sich im Stadtteil Burg an der Wupper der bergischen Großstadt Solingen. Der 1744 eröffnete und 1854 geschlossene Friedhof befindet sich in Unterburg unmittelbar neben der evangelischen Kirche Solingen-Burg am Ufer der Wupper. Die als Baudenkmal geschützte Anlage zählt zu den Stationen des Erlebniswegs Wupper.
Nach Errichtung der evangelischen Kirche um 1734 beantragte die Gemeinde im Jahre 1744, den benachbarten Gottesacker als Begräbnisstätte nutzen zu dürfen. Zuvor wurden die Verstorbenen der Gemeinde auf dem Friedhof an der Kirche St. Martinus neben Schloss Burg begraben. Dem Antrag wurde von der Regierung am 17. Juni 1744 entsprochen und am 17. August 1744 wurde der Friedhof mit 105 Grabstellen eröffnet. Nach einer einheitlichen Vorlage errichteten Lindlarer Steinmetzwerkstätten um 1745 wohl nahezu zeitgleich fast alle Grabsteine, lediglich die Todesjahre blieben frei, um diese später ergänzen zu können.
Bemerkenswert sind die im Rokokostil ausgeführten Engelskopfmotive, teilweise ergänzt um Totenköpfe oder Totengebein, die nahezu alle noch erhaltenen 52 Einzel- und Doppelgrabsteine aus der Entstehungszeit des Friedhofs zieren. Zum bis heute erhaltenen Bestand des Friedhofs zählen außerdem zwei Grabplatten von 1780, eine ruinenhafte Grabsäule und ein klassizistisches Grabmal des Pfarrers Reuter aus der Mitte des 19. Jahrhunderts. Der gesamte Friedhof wird von einer flachen Bruchsteinmauer eingefasst.
Der Friedhof wurde im Jahre 1854 geschlossen. Die evangelische Gemeinde bestattete ihre Toten fortan auf dem neu angelegten größeren Friedhof an der Burger Höhe. Dieser wurde 2015 durch die evangelische Gemeinde aufgegeben und in einen Kommunalfriedhof umgewandelt, den sogenannten Burg-Friedhof.
Der alte Unterburger Friedhof ist seit dem 5. Dezember 1984 als Nummer 334 Teil der Solinger Denkmalliste. Auch die angrenzende evangelische Kirche von 1732 und das 1831/1832 errichtete Pfarrhaus stehen unter Denkmalschutz.
Aufgrund der Lage des Friedhofs in unmittelbarer Nähe zum Fluss Wupper ist der Friedhof seit jeher vielen Witterungseinflüssen ausgesetzt, einige Inschriften der Grabmale sind inzwischen nicht mehr lesbar. In seiner mehr als 250-jährigen Geschichte wurde der Friedhof mehrfach durch Hochwasser überspült. Zuletzt bei dem Hochwasserereignis Mitte Juli 2021 wurden infolge von anhaltendem Starkregen große Teile Unterburgs überschwemmt, darunter auch der direkt an der Wupper gelegene alte evangelische Friedhof, die evangelische Kirche sowie das Pfarrhaus der Gemeinde.